# نورمحمدي زمانه (مقاطعة دلفان)
نورمحمدي زمانه (بالفارسية: نورمحمدی زمانه) هي قرية تقع في قسم خاوة الشمالي الريفي (مقاطعة دلفان) في إيران. يقدر عدد سكانها بـ 127 نسمة بحسب إحصاء 2016.